# Thomas Koerfer
Thomas Koerfer (* 23. März 1944 in Bern) ist ein Schweizer Filmregisseur, Produzent und Verleiher. Er ist einer der Mitbegründer des jungen Deutschschweizer Spielfilms.

## Leben und Werk

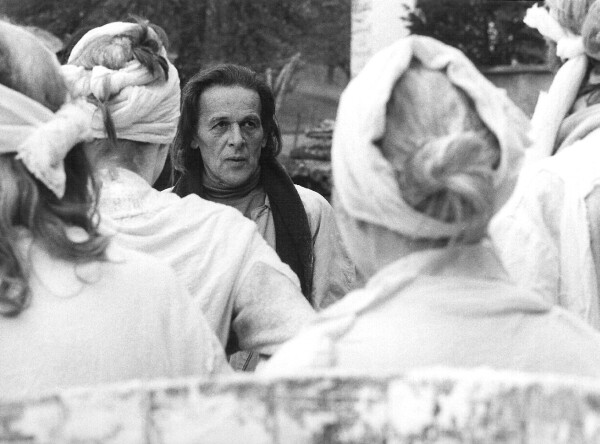
François Simon als Flohzirkusdirektor in dem Film von Thomas Koerfer

Thomas Koerfer kam 1944 als Sohn des Industriellen Jacques Koerfer und seiner Frau Irène, geborene Feine, in Bern zur Welt. Er ist ein Enkel des Kölner Architekten Jacob Koerfer und Neffe des Architekten Hanns Koerfer. Zu seinen Geschwistern gehören der Historiker Daniel Koerfer und der Verlagskaufmann Adrian Koerfer. Aufgewachsen ist Thomas Koerfer in Bolligen. Nach der Matura am Freien Gymnasium Bern begann er 1969 das Studium der Volkswirtschaft und Soziologie in Berlin, München und St. Gallen. Nach einem Volontariat bei Alexander Kluge an der Hochschule für Gestaltung Ulm arbeitete er für das Schweizer Fernsehen DRS, inszenierte und produzierte 1973 seinen ersten Spielfilm Der Tod des Flohzirkusdirektors mit François Simon, der in Mannheim den Josef-von-Sternberg-Preis errang. Bereits dieser Film hatte es im Ausland leichter als in der Schweiz, weil er im in der Deutschschweiz ungeliebten Schriftdeutschen und nicht in einer der Deutschschweizer Mundarten dialogisiert war.
Als Koerfer seinen zweiten Film, Der Gehülfe, nach dem gleichnamigen Roman von Robert Walser vorbereitete, bestand zeitweise die Möglichkeit, das Hochdeutsch Walsers ins Zürcherische gleichsam zurückzuübersetzen, jedoch verwarfen Koerfer und sein Drehbuchautor Dietrich Feldhausen diese Idee mit Rücksicht auf den Rang des Autors. Der Gehülfe mit Paul Burian lief in Cannes 1976 in der Semaine internationale de la Critique sowie im Forum des internationalen jungen Films in Berlin.
Mit Glut (mit Armin Mueller-Stahl und Katharina Thalbach) leistete Koerfer 1983 einen Beitrag zur Schweizer Vergangenheitsbewältigung. 1994 gründete er den Verleih Frenetic Films, übernahm 2000 die Quinnie Cinemas in seiner Heimatstadt Bern, versuchte sich am Zürcher Schauspielhaus als Theaterregisseur und baute eine Sammlung erotischer Kunst auf.

## Filmografie
- Der Tod des Flohzirkusdirektors oder Ottocaro Weiss reformiert seine Firma (1973)
- Der Gehülfe (nach dem Roman Der Gehülfe von Robert Walser) (1975)
- Alzire oder der neue Kontinent (nach Motiven des Theaterstücks Alzire ou les Américains von Voltaire) (1977)
- Die Leidenschaftlichen (nach Die Leiden des jungen Werthers von Goethe) (1981)
- Glut (1983)
- Konzert für Alice (1985)
- Noch ein Wunsch (TV-Film) (1989)
- Exit Genua (All Out) (1990)
- Gesichter der Schweiz (1991), Episode: Pater Christoph
- Der grüne Heinrich (nach Motiven des Romans Der grüne Heinrich von Gottfried Keller) (1991)
- Luna Papa von Bachtijor Chudoinasarow mit Moritz Bleibtreu, Koproduzent (1999)